# Wharton County
Wharton County är ett administrativt område i delstaten  Texas, USA, med 41 280 invånare (2010). Den administrativa huvudorten (county seat) är Wharton. 

## Geografi
Enligt United States Census Bureau så har countyt en total area på 2 833 km². 2 823 av den arean är land och 10 km² är vatten.  

### Angränsande countyn
- Austin County - norr
- Fort Bend County - nordost
- Brazoria County - öster
- Matagorda County - sydost
- Jackson County - sydväst
- Colorado County - nordväst